# Cosmosoma coccineum
Cosmosoma coccineum là một loài bướm đêm thuộc phân họ Arctiinae, họ Erebidae.